# クラリネット五重奏曲 (モーツァルト)
クラリネット五重奏曲 イ長調 K. 581 は、ヴォルフガング・アマデウス・モーツァルトが1789年9月29日に作曲したクラリネットと弦楽四重奏のための室内楽曲。クラリネット奏者であった友人アントン・シュタードラーのために作曲されたため『シュタードラー五重奏曲』の愛称で呼ばれることもある。

## 概要
同年12月22日にブルク劇場でシュタードラーのクラリネットにより初演された。『クラリネット協奏曲 イ長調 K. 622』と同様に、本来はシュタードラーが用いていた "Bass-klarinet"（現在のバセットクラリネット）のために作曲されたものである。現在一般に用いられる版は1802年に通常のクラリネット用に編曲されたもので、自筆譜は協奏曲同様に現在紛失している。
クラリネットは当時はまだ目新しく、ようやくオーケストラの仲間入りをし始めた楽器であった。しかしモーツァルトは当時の楽器のもつ可能性を利用し尽くし、クラリネット音楽の発展に対して重要な模範を提示した。この作品においても、広い音域や歌謡的能力を活用する優れた書法を見ることができる。
ドイツの作曲家ヨハネス・ブラームスはこのクラリネット五重奏曲に大いに関心を示し、同様の編成による『クラリネット五重奏曲 ロ短調 作品115』を作曲した。この作品の第4楽章は、モーツァルトの作品と同じく変奏曲形式になっている。

## 曲の構成
全4楽章、演奏時間は30分程度。
- 第1楽章 アレグロ
イ長調、4分の4拍子、ソナタ形式。
お使いのブラウザーでは、音声再生がサポートされていません。音声ファイルをダウンロードをお試しください。
ドイツの音楽史家ヘルマン・アーベルトが「雲のない春の朝」と評した清明な弦楽の旋律にクラリネットのアルペッジョが応えて始まる。第2主題は第1ヴァイオリンに提示され、クラリネットに引き継がれる。展開部では主に第1主題を扱い、形通りの再現部が続く。全体的な色調は明るいが響きは頻繁に短調に傾き、それが作品に深い陰影を与えている。

- 第2楽章 ラルゲット
ニ長調、4分の3拍子、三部形式。
きわめて美しい緩徐楽章。クラリネットと弦楽が豊かに絡み合う。

- 第3楽章 メヌエット
イ長調 - イ短調（トリオⅠ、クラリネットは休止） - イ長調（トリオⅡ）、4分の3拍子。
対比的な性格の2つのトリオを持つメヌエット。

- 第4楽章 アレグレット・コン・ヴァリアツィオーニ
イ長調、4分の4拍子、変奏曲形式。
お使いのブラウザーでは、音声再生がサポートされていません。音声ファイルをダウンロードをお試しください。
軽快な主題に4つの変奏と表情豊かなアダージョ（第5変奏）、アレグロ（第6変奏またはコーダ）が続く。

## 五重奏の草稿
モーツァルトはこの作品のほかに、クラリネットを含む五重奏の断片をいくつか遺しており、補筆・演奏されることがある。
- 断章 イ長調 K. Anh. 88 (581a)
- ロンド 変ホ長調 K. Anh. 89 (516e)
- アレグロ ヘ長調 K. Anh. 90 (580b)
クラリネット、バセットホルン、弦楽三重奏の編成。
- アレグロ 変ロ長調 K .Anh. 91 (516c)
演奏機会は比較的多い。
- ロンド 変ホ長調 K. 516d